# 王杰烈士陵园
王杰烈士陵园位于江苏省邳州市东南，始建于1967年，安葬了中华人民共和国烈士王杰。陵园内有王杰烈士墓、烈士纪念馆和烈士纪念亭等建筑。
1982年3月25日，王杰烈士墓被授予江苏省文物保护单位。王杰烈士陵园于1997年被列为爱国主义教育基地，2006年列入江苏省国防教育基地。